# Danholn
Danholn is een plaats in de gemeente Falun in het landschap Dalarna en de provincie Dalarnas län in Zweden. De plaats heeft 446 inwoners (2005) en een oppervlakte van 78 hectare. De plaats ligt aan de rivier de Sundbornsån op circa tien kilometer afstand van de stad Falun.